# Serqueux (Sekwana Nadmorska)
Serqueux – miejscowość i gmina we Francji, w regionie Normandia, w departamencie Sekwana Nadmorska.
Według danych na rok 2006 gminę zamieszkiwały 1064 osoby, a gęstość zaludnienia wynosiła 185 osób/km² (wśród 1421 gmin Górnej Normandii Serqueux plasuje się na 282. miejscu pod względem liczby ludności, natomiast pod względem powierzchni na miejscu 629.).